# 國家賠償法 (中華民國)
國家賠償法，為中華民國的一部行政法典，於1980年7月2日公布，1981年7月1日施行，2019年12月18日修正，全文共計17條。

## 沿革
中華民國憲法第24條規定：「凡公務員違法侵害人民之自由或權利者，除依法律受懲戒外，應負刑事及民事責任。被害人民就其所受損害，並得依法律向國家請求賠償。」明文揭示被害人民就其所受損害，可依法向國家請求賠償。因此為貫徹此一憲法精神，以落實憲政法治，1980年7月2日制定公布國家賠償法，並自1981年7月1日施行。
2019年12月18日，蔡英文總統簽署總統華總一義字第10800137731號總統令，修正公布第3、8、9、17條條文；並自公布日施行新法。

## 內容
國家賠償法屬普通法性質，若特別行政法中有關於國家賠償有特別規定者，應優先於國家賠償法之適用。
依國家賠償法規定，國家賠償的責任制度，可以分為兩類：

### 公務員違法行為之國家賠償責任
國家賠償法第2條規定：「公務員於執行職務行使公權力時，因故意或過失不法侵害人民自由或權利者，國家應負賠償責任。公務員怠於執行職務，致人民自由或權利遭受損害者亦同。前項情形，公務員有故意或重大過失時，賠償義務機關對之有求償權。」可知對於公務員違法行為而言，賠償責任係採「國家代位」責任，即由國家或公法人承擔賠償責任，並保有對公務員之求償權。

### 公有公共設施之國家賠償責任
國家賠償法第3條規定：「公有公共設施因設置或管理欠缺，致人民生命、身體或財產受損者，國家應負賠償責任。」由此可知對於公有公共設施而言，此種不問公務員的過失與否，縱使無故意或過失，只要有本法第3條之原因，致造成他人生命、身體或財產損失之情事發生，國家即應負賠償責任，顯示本法有關公有公共設施方面係採「無過失責任」。

## 外部連結
- 國家賠償法（页面存档备份，存于）